# ГЕС Чамера II
ГЕС Чамера II – гідроелектростанція на північному заході Індії у штаті Гімачал-Прадеш. Знаходячись між ГЕС Чамера III (вище по течії) та ГЕС Чамера I, входить до складу каскаду на річці Раві, лівій притоці Чинабу, який в свою чергу є правою притокою річки Сатледж (найбільший лівий доплив Інду).
В межах проекту річку перекрили бетонною гравітаційною греблею висотою 43 метра та довжиною 126 метрів, яка потребувала 125 тис м3 матеріалу. Вона утворила водосховище з площею поверхні 2,3 км2 та об'ємом 1,7 млн м3 (корисний об’єм 1,4 млн м3).
Зі сховища ресурс спрямовується до прокладеного під правобережним гірським масивом дериваційного тунелю довжиною 7,8 км з перетином 7 метрів. В системі також працює вирівнювальний резервуар висотою 93 метра.
У підземному машинному залі встановлено три турбіни типу Френсіс потужністю по 100 МВт, які працюють при напорі у 243 метра та забезпечують виробництво 1,5 млрд кВт-год електроенергії на рік.
Відпрацьована вода відводиться назад до річки по тунелю довжиною 3,5 км з діаметром 7 метрів.
Видача продукції відбувається по ЛЕП, розрахованій на роботу під напругою 400 кВ.